# Fedora
Fedora（フェドラ - 国際発音記号 [ˈfɨˈdɒr.ə]）は、レッドハットが支援するコミュニティー「Fedora Project」によって開発されているRPM系Linuxディストリビューションである。バージョン6まではFedora Coreと呼ばれていた。特定のバージョンを指す場合は「Fedora 9」のように、バージョン番号を添えて呼ばれることもある。

## 概要
Fedoraは最新の技術を積極的に取り込む事で知られている。現在はRawhideと呼ばれるローリングリリース版も用意している。また開発目的として「rapid progress of Free and Open Source software（フリー／オープンソースソフトウェアの世界を迅速に発展させること）」を謳っており、自由ソフトウェアを厳格に重視した一面も持っている。
2003年末、開発が終了したRed Hat Linuxの後継を開発するためにFedora Projectが結成された。レッドハットは企業向けのRed Hat Enterprise Linux (RHEL) のみをサポートしていくこととなり、Fedoraはコミュニティ主導となった。これにより高度な開発を柔軟に行うことができ、その成果がRHELに取り込まれる等、検証目的の位置づけである。

## パッケージ管理

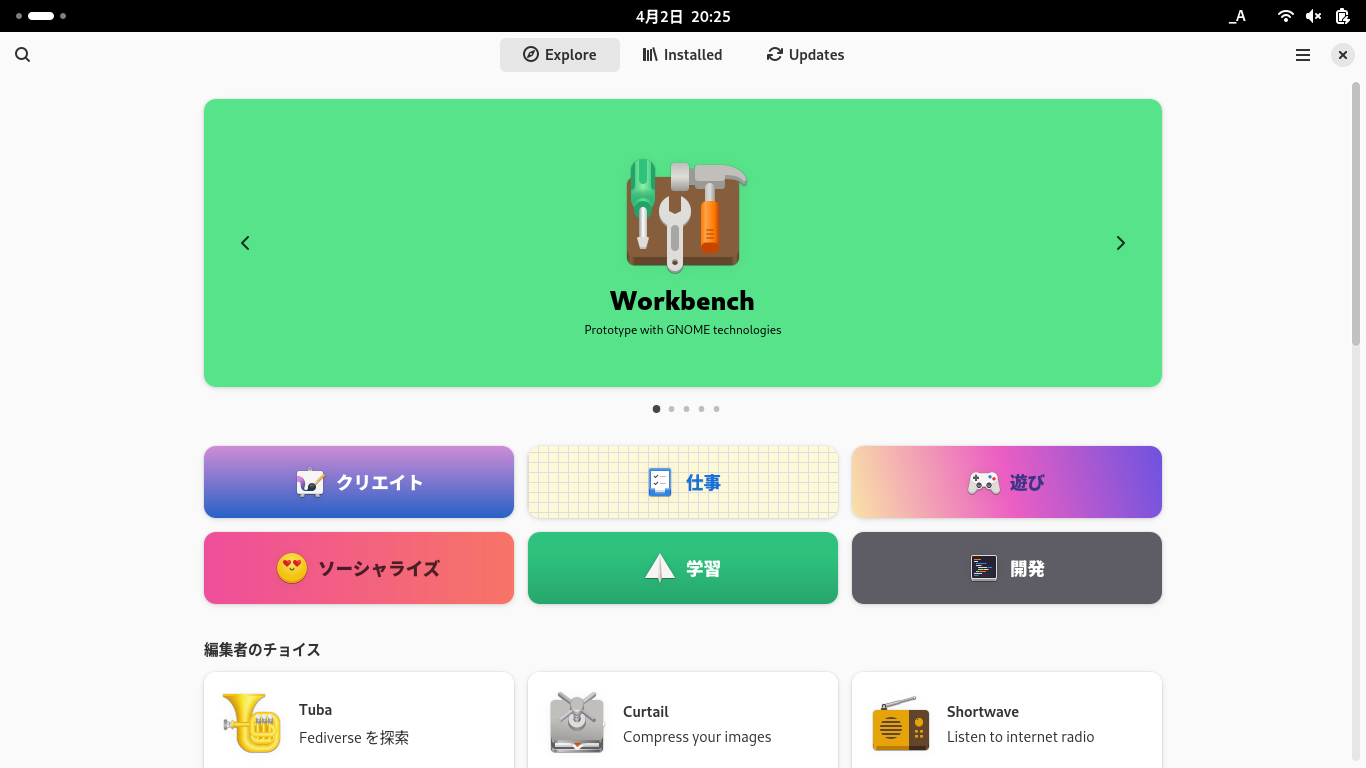
GNOME Software, Fedora's default package manager front-end

パッケージ管理ツールには Dandified Yum (DNF) または Yellowdog Updater Modified (Yum) が採用されている。Fedora 22よりYumはDNFに置き換えられた。将来的にYumは廃止される予定であり、段階的にDNFへと置き換えられている。
Fedora Core 4まではYumに加えて、Red Hat Linuxのパッケージ更新ツール「up2date」も利用可能であったがFedora Core 5で削除されている。Debianなどが採用しているAPTも使用できるが、AMD64アーキテクチャで必要となる「マルチアーキテクチャ環境」（対象アーキテクチャの異なるパッケージが混在する環境）に対応していないので使用は推奨されていない。Mandriva Linuxなどで採用しているSmart
も使用可能である。

## リポジトリ
初めから利用できる公式のリポジトリの他に、RPM FusionやLivna等のコミュニティによって運営されているリポジトリ、アドビやDropboxなどのサードパーティー製リポジトリもある。
Fedora Core/Extras
Fedora 7以前にはレッドハットの開発者により運営される公式リポジトリFedora Core（ディストリビューション名ではなくリポジトリ名）とは別に、コミュニティで運営されるFedora Extrasというリポジトリが存在した。中核のパッケージはCoreで提供し、Extrasでは「追加パッケージ」を提供する位置づけであった。新規パッケージが簡単に追加できたため、従来非公式なリポジトリで提供されていた数多くのパッケージがここに収録された。当初はCoreしかレポジトリ登録されていなかったが、Fedora Core 3以降ではExtrasも利用可能となった。Fedora Core 4以降はYumにデフォルトで登録され、インストールすればすぐ利用できるようになっていた。Fedora 7でCoreと統合され、同時に名称が現在のFedoraに変更された。
RPM Fusion
Core統合後もFedoraの「自由ソフトウェア精神」に反する、あるいはアメリカ国内法に違反する恐れがあるために収録が見送られたコミュニティベースのリポジトリには「Dribble」「Freshrpms」「Livna」があったが、2008年にごく一部のパッケージを残してRPM Fusionとして統合された。Fedora本体とは無関係にメンテナンスされている非公式のリポジトリである。オープンソースの「free」とそれ以外の「nonfree」に分かれてメンテナンスされており、後者には主にGPUドライバなどのプロプライエタリソフトウェア、またはMP3や動画再生関連のライブラリなどが収録されている。

## バージョン履歴

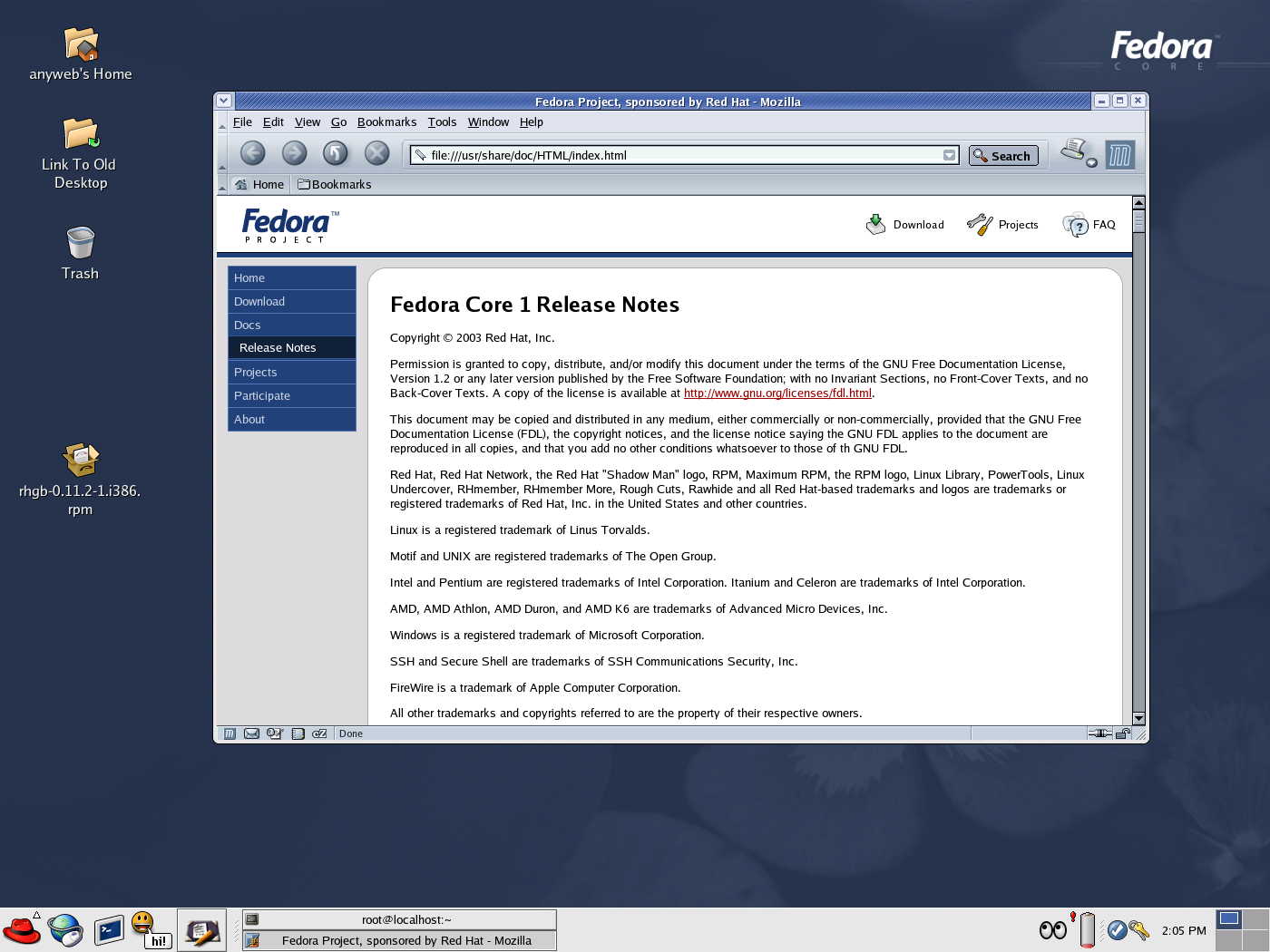
Fedora Core 1 with GNOME version 2.4 (2003-11)

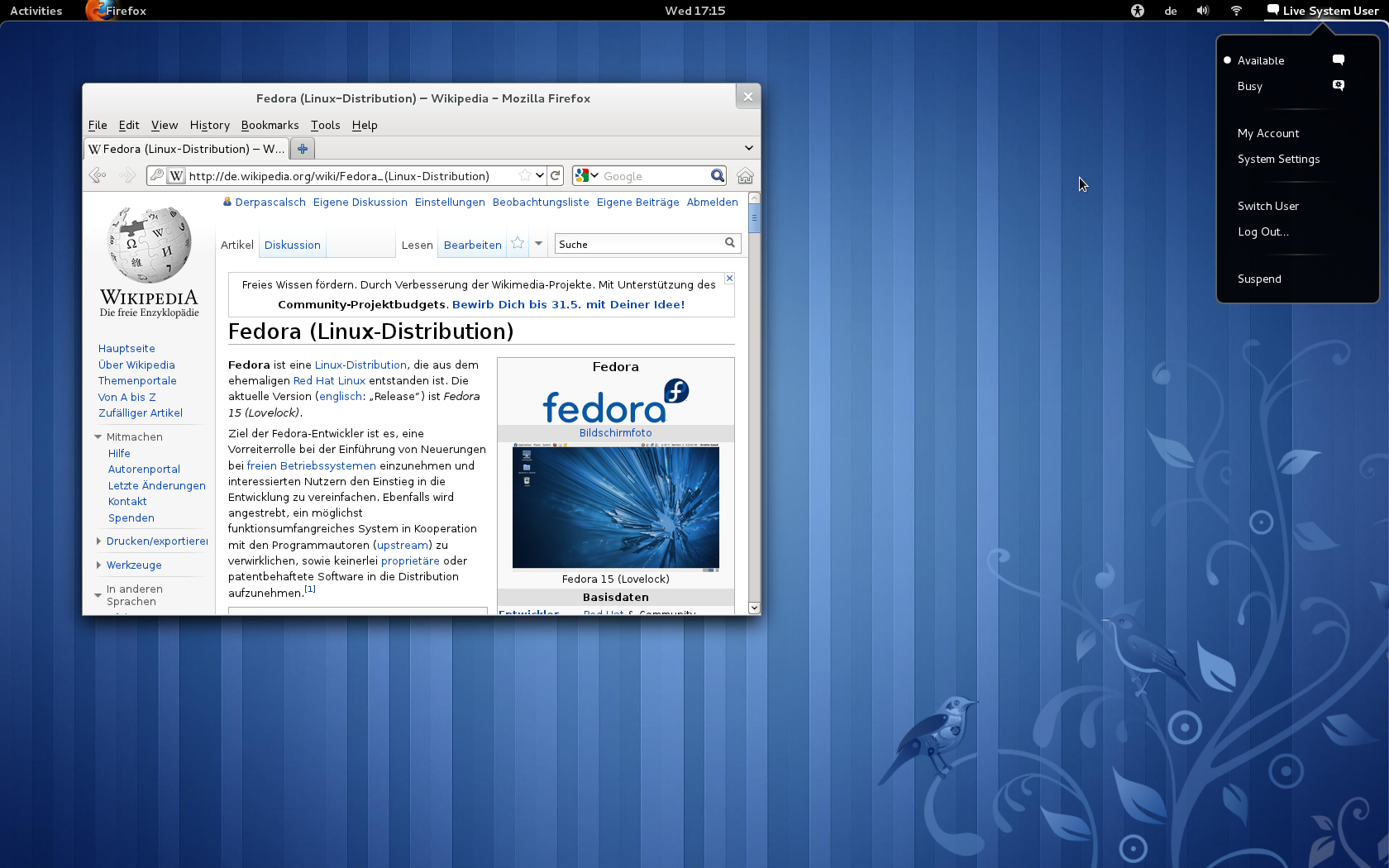
Fedora version 15, the first release with GNOME 3 and GNOME Shell. (2011-05)

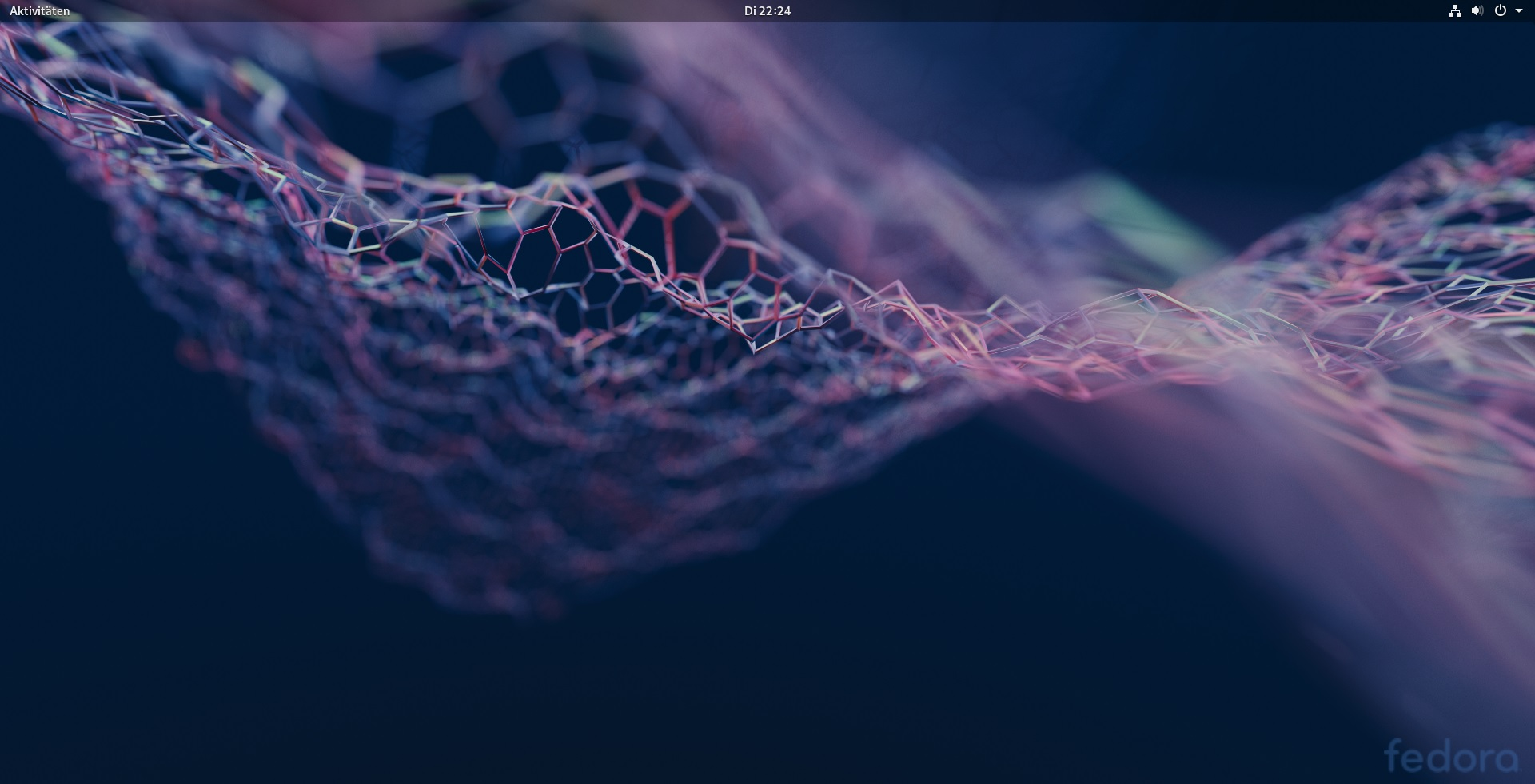
Fedora 29 デスクトップ GNOME 3.30.1

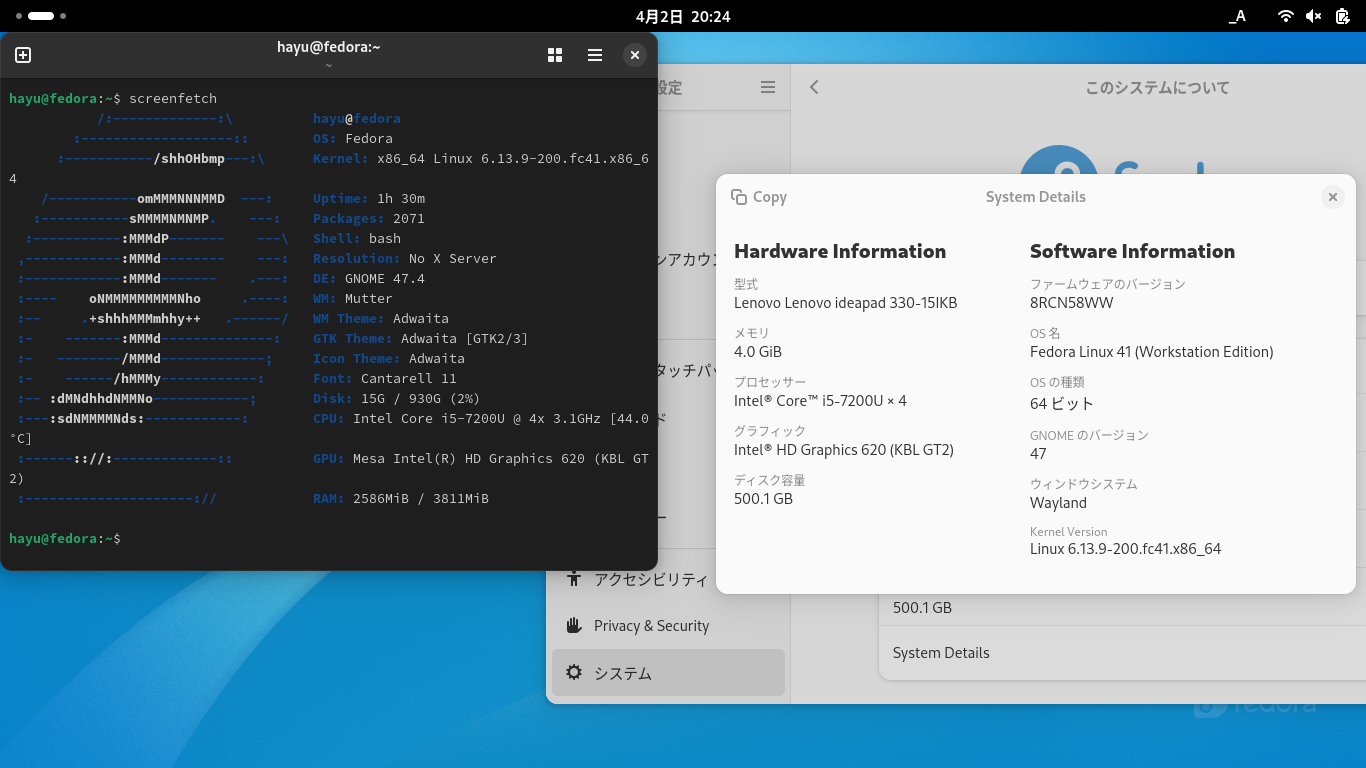
Fedora 41 GNOME 47

Fedora Core 1
コードネーム: Yarrow, Cambridge
最初のバージョンのFedoraであり、2003年11月6日にリリースされた。コードネーム"Yarrow"は英語でセイヨウノコギリソウのこと。Red Hat Linux 9から改善されたシステム環境はYumによる自動アップデート、プレリンクによるプログラムの起動時間を短縮、主にノートパソコン用のACPIやcpufreqをサポートするなどがあり、NPTLに対応したカーネルを採用している。翌年にはx86 64用もリリースされた。
Fedora Core 2
コードネーム: Tettnang
2004年5月17日にリリースされ、コードネーム"Tettnang"はドイツ南部の町の名前である。Linuxカーネルのバージョンが2.6にあげられ、強制アクセス制御であるSELinuxの実装が施された。このバージョンからデフォルトのインプットメソッドフレームワークにIIIMFが採用された。
Fedora Core 3
コードネーム: Heidelberg
2004年11月8日にリリースされ、コードネーム"Heidelberg"はドイツの都市の名前である。ブートローダがLILOからGRUBに切り替えられ、ウェブブラウザにMozilla Firefoxを採用した。また、SELinuxが既定で有効になるように設定が改められた。
Fedora Core 4
コードネーム: Stentz
2005年6月13日にリリースされた。準備期間にLinuxカーネルの不具合が発見されたため大幅にリリースが遅れ、2005年4月11日にテスト版を公開、同年6月のリリースとなった。PowerPCに対応しMacintoshにおいても動作が可能になった。
Fedora Core 5
コードネーム: Bordeaux
2006年3月20日にリリースされ、コードネーム"Bordeaux"はフランス南西部の都市の名前である。GCC 4.1, GNOME 2.14が採用されたほか、リリース4で不十分だったXenのサポートが改善されている。また、IIIMFに代わってSCIMがデフォルトのインプットメソッドフレームワークとなり、併せてかな漢字変換エンジンAnthyが採用されて日本語入力環境も大きく改善された。オープンソースの.NET処理系であるMonoも収録されている。その他無線LANサポート、電源管理、ソフトウェアサスペンド、Beagleの追加等様々な改良が加えられた。
Fedora Core 6
コードネーム: Zod
2006年10月24日リリースされた。GNOME 2.16の採用。ウィンドウマネージャにCompiz(AIGLX上で動作)を採用し、3Dの画面効果が得られる。また、インストーラAnacondaに大幅な改善がなされた。Intel Macをサポート。
Fedora 7
コードネーム: Moonshine
2007年5月31日リリースされ、コードネーム"Moonshine"は「月光」のこと。Fedora ExtrasがFedora Coreに吸収され、パッケージ分類を一本化した。これに伴いOSの名称はFedoraに変更された。ディスクイメージはDVDのみとなり、CDについてはLiveCDのみが配布された。GNOME 2.18、KDE 3.5.6、Xorg 7.2.0が採用された。
Fedora 8
コードネーム: Werewolf
2007年11月8日リリースされ、コードネーム"Werewolf"は「狼男」のこと。オープンソースのJava開発環境「IcedTea」を収録。GNOME 2.20.1、KDE 3.5.8、Xorg 7.3.0が採用。
Fedora 9
コードネーム: Sulphur
2008年5月14日にリリースされ、コードネーム"Sulphur"は「硫黄」のこと。ext4ファイルシステムのサポート、インストール時のパーティションサイズ変更機能、Gnome 2.21、KDE 4.0が採用された。
Fedora 10
コードネーム: Cambridge
2008年11月25日にリリースされ、コードネーム"Cambridge"はイギリスの都市ケンブリッジのこと。無線LAN接続やモバイルブロードバンド接続を、ほかのユーザーと無線LANで共有できる機能などの新機能を搭載し、仮想化の強化、OS起動の高速化を実現している。Linuxカーネル2.6.27、OpenOffice 3.0、GNOME 2.24.1、GIMP 2.6が採用された。
Fedora 11
コードネーム: Leonidas
2009年6月9日にリリースされ、コードネーム"Leonidas"は古代ギリシアのスパルタ王のこと。
Fedora 12
コードネーム: Constantine
2009年11月17日にリリースされた。
PowerPC版はこれが最後のリリースとなった。
Fedora 13
コードネーム: Goddard
2010年5月25日にリリースされ、コードネーム"Goddard"はアメリカのロケット開発者ロバート・ゴダードのこと。
Fedora 14
コードネーム: Laughlin
2010年11月2日にリリースされ、コードネーム"Laughlin"はアメリカの理論物理学者ロバート・B・ラフリンのこと。
Fedora 15
コードネーム: Lovelock
2011年5月24日にリリースされ、コードネーム"Lovelock"はアメリカネバダ州の都市の名前である。Linuxカーネル2.6.38、GNOME 3が採用された。
Fedora 16
コードネーム: Verne
2011年11月8日にリリースされ、コードネーム"Verne"はフランスの小説家ジュール・ヴェルヌのこと。Linuxカーネル3.1、GNOME 3.2が採用された。
Fedora 17
コードネーム: Beefy Miracle
2012年5月29日リリース。コードネーム"Beefy Miracle"は「力強い奇跡」を意味する。Linuxカーネル3.3.4、GNOME 3.4が採用された。
Fedora 18
コードネーム: Spherical Cow
2013年1月15日リリース。コードネーム"Spherical Cow"は「球形の牛」を意味する。Linuxカーネル3.6.10、GNOME 3.6が採用された。試験的なパッケージ管理システムとして、DNFが導入された（標準としての本格的な搭載は、Fedora 22からである）。
Fedora 19
コードネーム: Schrödinger's Cat
2013年7月2日リリース。コードネーム"Schrödinger's Cat"は量子論の思考実験「シュレーディンガーの猫」より。Linuxカーネル3.9.5、GNOME 3.8が採用された。
Fedora 20
コードネーム: Heisenbug
2013年12月17日リリース。コードネーム"Heisenbug"はソフトウェアバグの一種である「ハイゼンバグ」より。Linuxカーネル3.11.10、GNOME 3.10が採用された。
Fedora 21
2014年12月9日(米国時間)リリース。コードネームは廃止された。Fedoraのモジュラー化を進める「Fedora.next」イニシアティブで開発された初のバージョン。Linuxカーネル3.17、GNOME 3.14が採用された。
Fedora 22
2015年5月26日(米国時間)リリース。標準のパッケージ管理システムとして、DNFが採用された。Linuxカーネル4.0、GNOME 3.16が採用された。
Fedora 23
2015年11月3日(米国時間)リリース。「Wayland」をオプションで有効にできるようになった。Linuxカーネル4.2、GNOME 3.18が採用された。
Fedora 24
2016年6月21日(米国時間)リリース。一度ビルドしたデスクトップアプリケーションを他のLinuxディストリビューション上でもインストール/動作可能な状態にするFlatpak（旧名"xdg-app"）機能が追加された。Linuxカーネル4.5.7、GNOME 3.20が採用された。なお当初予定されていたLinuxカーネル4.6系の対応については、6月30日にLinux 4.6.3へのバージョンアップのパッチにて対処されている。
Fedora 25
2016年11月22日(米国時間)リリース。従来の「X Window System」に替わる新しいウィンドウシステムである「Wayland」が正式に実装された。Linuxカーネル4.8、GNOME 3.22が採用された。Docker1.12に対応し、プログラミング言語のRustを正式サポートした。
Fedora 26
2017年7月12日(米国時間)リリース。パッケージマネージャは「 DNF-2.0 」となり、コンパイラはGCC 7が標準となった。Linuxカーネル4.11.8、GNOME 3.24が採用された。なおFedoraの開発の遅れを緩和する施策のひとつとして、Fedora Projectは本バージョンをもって、アルファ版の提供を取りやめることにした為、26が最後のアルファ版の提供が実施されたバージョンとなる。
Fedora 27
2017年11月14日(米国時間)に「Workstation」エディションと「Atomic」エディションがリリース。アプリケーションとディストリビューションのライフサイクルを分離する為、モジュラー化を進めた。Linuxカーネル4.13、GNOME 3.26が採用された。32ビットのUEFIサポートが加わった。2017年12月11日(米国時間)にサーバー向けエディションの「Server classic」エディションがリリース。「Server classic」に関してはモジュラー化は一旦白紙になり、モジュラー化の作業は継続されるものの、基本的には従来のFedora Serverとは別のパッケージリポジトリとして開発される見通し。
Fedora 28
2018年5月1日(米国時間)リリース。Linuxカーネル4.16、GNOME 3.28が採用された。「Server」エディションでは、デフォルトのリポジトリで提供されるソフトウェアとは異なるバージョンのソフトウェアを提供する「Modularリポジトリ」が新たに導入された。インテルが開発したハードウェアインターフェイス「Thunderbolt 3」にも対応した。Thuderboltデバイスに安全に接続するためのシステムデーモンboltd、デバイス接続に必要なGNOME Shellの変更なども導入している。
Fedora 29
2018年10月30日(米国時間)リリース。Linuxカーネル4.18、GNOME 3.30が採用された。サーバー向けの「Fedora 29 Server」、デスクトップの「Fedora 29 Workstation」、コンテナやクラウド向け「Fedora 29 Atomic Host」の3エディションに分かれる。全エディションで「モジュラーリポジトリ」が利用できるようになった。これにより、OSを最新のものに維持しつつ、ディストリビューションのデフォルトバージョンが変更されても特定のバージョンのアプリケーションを使い続ける手法が可能となった。
Fedora 30
2019年4月29日(米国時間)リリース。Linuxカーネル5.0、GNOME 3.32が採用された。
Fedora 31
2019年10月29日(米国時間)リリース。Linuxカーネル5.3、GNOME 3.34が採用された。32ビット版は提供されなくなった。
Fedora 32
2020年4月28日(米国時間)リリース。Linuxカーネル5.6、GNOME 3.36が採用された。
Fedora 33
2020年10月27日(米国時間)リリース。Linuxカーネル5.8、GNOME 3.38が採用された。Workstationエディションではデフォルトのファイルシステムとしてext4に代わりBtrfsを採用した。
Fedora 34
2021年4月27日(米国時間)リリース。Linuxカーネル5.12、GNOME 40が採用された。
Fedora 35
2021年11月2日(米国時間)リリース。Linuxカーネル5.14、GNOME 41が採用された。
Fedora 36
2022年5月6日(米国時間)リリース。Linuxカーネル5.17、GNOME 42が採用された。
Fedora 37
2022年11月15日(米国時間)リリース。Linuxカーネル6.0、GNOME 43が採用された。
Fedora 38
2023年4月17日(米国時間)リリース。Linuxカーネル6.2、GNOME 44が採用された。
Fedora 39
2023年11月7日(米国時間)リリース。Linuxカーネル6.5、GNOME 45が採用された。
Fedora 40
2024年4月23日(米国時間)リリース。Linuxカーネル6.8、GNOME 46が採用された。
Fedora 41
2024年10月29日(米国時間)リリース。Linuxカーネル6.11、GNOME 47が採用された。
Fedora MiracleスピンやKDE Plasma Mobileスピンの追加、セキュアブートを有効にした状態でのプロプライエタリなNVIDIAドライバーのインストール、パッケージ管理ツールのDNFのバージョンが5にアップグレードされるなどの重要な変更が行われた。
Fedora 42
コードネーム: Adams
2025年4月17日リリース。Fedora 20以来12年ぶりにコードネームが与えられた。"Adams"はイギリスのSF作家ダグラス・アダムスが執筆した『銀河ヒッチハイク・ガイド』に由来する。この作品では、「生命、宇宙、そして万物についての究極の疑問の答え」として「42」が登場する。このバージョンから、KDE Plasma Spinが公式のエディションになった。公式サイトでは、「Spins」カテゴリから「エディション」カテゴリに含まれるようになっている。その他、WorkstationエディションでAnacondaインストーラーに新しくWeb UIが実装された。これにより、特にデュアルブートでのインストールが容易になった。COSMICというSystem76が開発するRustベースのデスクトップ環境を搭載したスピンが追加された。Linuxカーネル6.14、GNOME 48、Plasma 6.3.4が採用されている。

### バージョンのリスト
短いサイクルでリリースされているFedoraではメンテナンス期間も短くなっている。今日の規程では、あるバージョンについて2つ先のバージョンがリリースされてから1ヶ月後にメンテナンスされなくなる。例えばFedora 12のリリースが2009年11月で、ふたつ前のバージョンであるFedora 10はその1ヶ月後の2009年12月にメンテナンスを終えた。バージョンアップは概ね半年ごとに行われているため、リリースされてから約13ヶ月後にメンテナンスが終了する傾向にある。
| 色 | 状況         |
| -- | ------------ |
|    | サポート終了 |
|    | サポート中   |
|    | 開発中       |

| バージョン | コードネーム      | リリース日     | サポート期限   | カーネルバージョン |
| ---------- | ----------------- | -------------- | -------------- | ------------------ |
| 1          | Yarrow            | 2003年11月6日  | 2004年9月20日  | 2.4.22             |
| 2          | Tettnang          | 2004年5月17日  | 2005年4月11日  | 2.6.5              |
| 3          | Heidelberg        | 2004年11月8日  | 2006年1月16日  | 2.6.9              |
| 4          | Stentz            | 2005年6月13日  | 2006年8月7日   | 2.6.11             |
| 5          | Bordeaux          | 2006年3月20日  | 2007年7月2日   | 2.6.15             |
| 6          | Zod               | 2006年10月24日 | 2007年12月7日  | 2.6.18             |
| 7          | Moonshine         | 2007年5月31日  | 2008年6月13日  | 2.6.21             |
| 8          | Werewolf          | 2007年11月8日  | 2009年1月7日   | 2.6.23             |
| 9          | Sulphur           | 2008年5月14日  | 2009年7月10日  | 2.6.25             |
| 10         | Cambridge         | 2008年11月25日 | 2009年12月17日 | 2.6.27             |
| 11         | Leonidas          | 2009年6月9日   | 2010年6月25日  | 2.6.29             |
| 12         | Constantine       | 2009年11月17日 | 2010年12月2日  | 2.6.31             |
| 13         | Goddard           | 2010年5月25日  | 2011年6月24日  | 2.6.33             |
| 14         | Laughlin          | 2010年11月2日  | 2011年12月9日  | 2.6.35             |
| 15         | Lovelock          | 2011年5月24日  | 2012年6月26日  | 2.6.38             |
| 16         | Verne             | 2011年11月8日  | 2013年2月12日  | 3.1                |
| 17         | Beefy Miracle     | 2012年5月29日  | 2013年7月30日  | 3.3                |
| 18         | Spherical Cow     | 2013年1月15日  | 2014年1月14日  | 3.6                |
| 19         | Schrödinger's Cat | 2013年7月2日   | 2015年1月6日   | 3.9                |
| 20         | Heisenbug         | 2013年12月17日 | 2015年6月23日  | 3.11               |
| 21         | -                 | 2014年12月9日  | 2015年12月1日  | 3.17               |
| 22         | -                 | 2015年5月26日  | 2016年7月19日  | 4.0                |
| 23         | -                 | 2015年11月3日  | 2016年12月20日 | 4.2                |
| 24         | -                 | 2016年6月21日  | 2017年8月8日   | 4.5.7              |
| 25         | -                 | 2016年11月22日 | 2017年12月12日 | 4.8                |
| 26         | -                 | 2017年7月11日  | 2018年5月29日  | 4.11               |
| 27         | -                 | 2017年11月14日 | 2018年11月27日 | 4.13               |
| 28         | -                 | 2018年5月1日   | 2019年5月29日  | 4.16               |
| 29         | -                 | 2018年10月30日 | 2019年11月26日 | 4.18               |
| 30         | -                 | 2019年4月29日  | 2020年5月26日  | 5.0                |
| 31         | -                 | 2019年10月29日 | 2020年11月24日 | 5.3                |
| 32         | -                 | 2020年4月28日  | 2021年5月25日  | 5.6                |
| 33         | -                 | 2020年10月27日 | 2021年11月30日 | 5.8                |
| 34         | -                 | 2021年4月27日  | 2022年6月7日   | 5.11               |
| 35         | -                 | 2021年11月2日  | 2022年12月13日 | 5.14               |
| 36         | -                 | 2022年5月6日   | 2023年5月16日  | 5.17               |
| 37         | -                 | 2022年11月15日 | 2023年11月14日 | 6.0                |
| 38         | -                 | 2023年4月17日  | 2024年05月14日 | 6.2                |
| 39         | -                 | 2023年11月7日  | 2024年11月12日 | 6.5                |
| 40         | -                 | 2024年4月16日  | 2025年5月28日  | 6.8                |
| 41         | -                 | 2024年10月15日 | 2025年11月19日 | 6.11               |
| 42         | Adams             | 2025年4月17日  | 2026年5月13日  | 6.14               |
| 43         | -                 |                |                |                    |
| 44         | -                 |                |                |                    |

### スクリーンショット

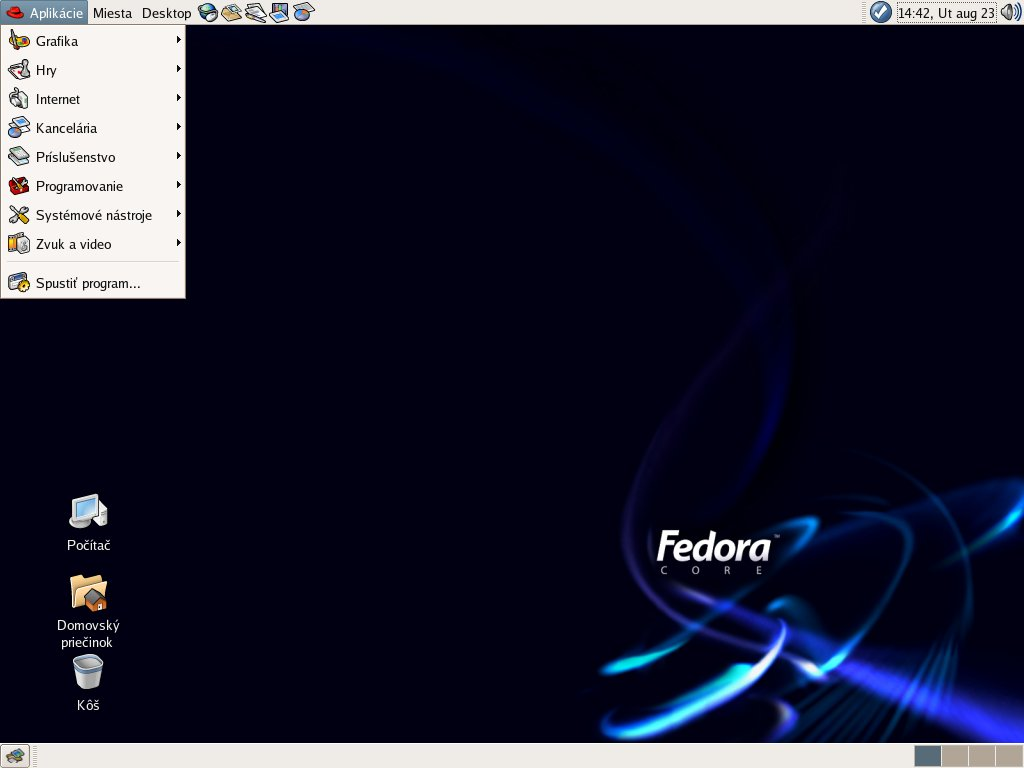
Fedora Core 4 デスクトップ (GNOME)
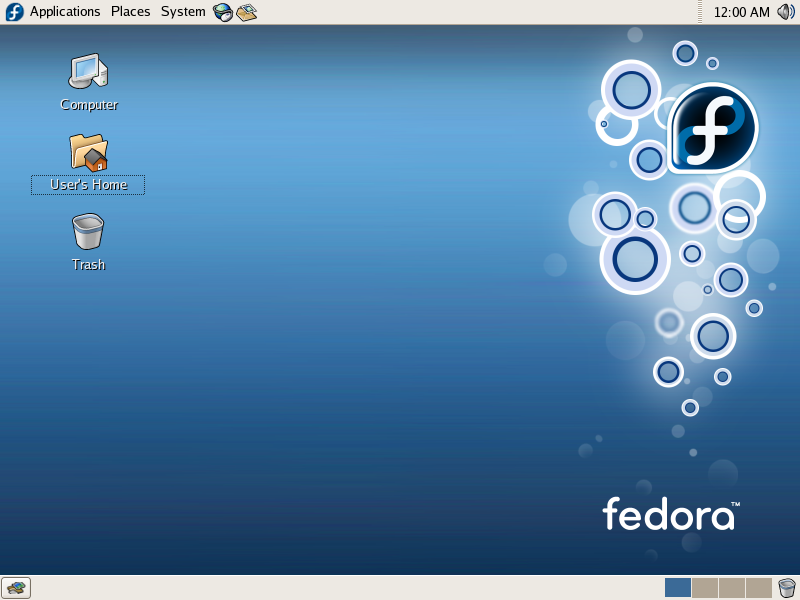
Fedora Core 5 デスクトップ (GNOME)
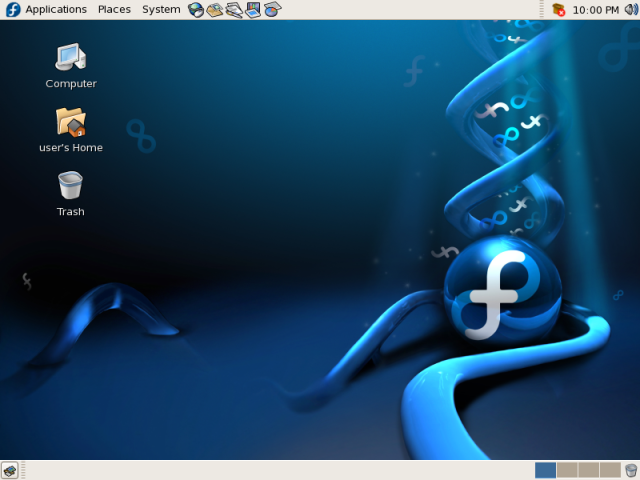
Fedora Core 6 デスクトップ (GNOME)
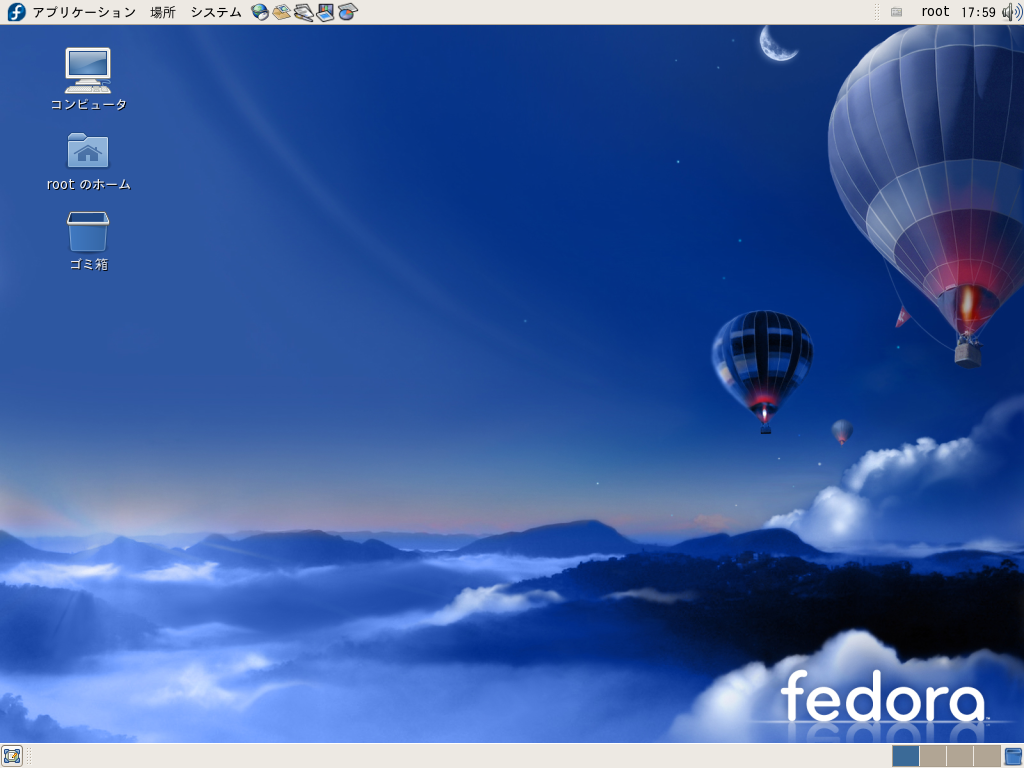
Fedora 7 デスクトップ (GNOME)
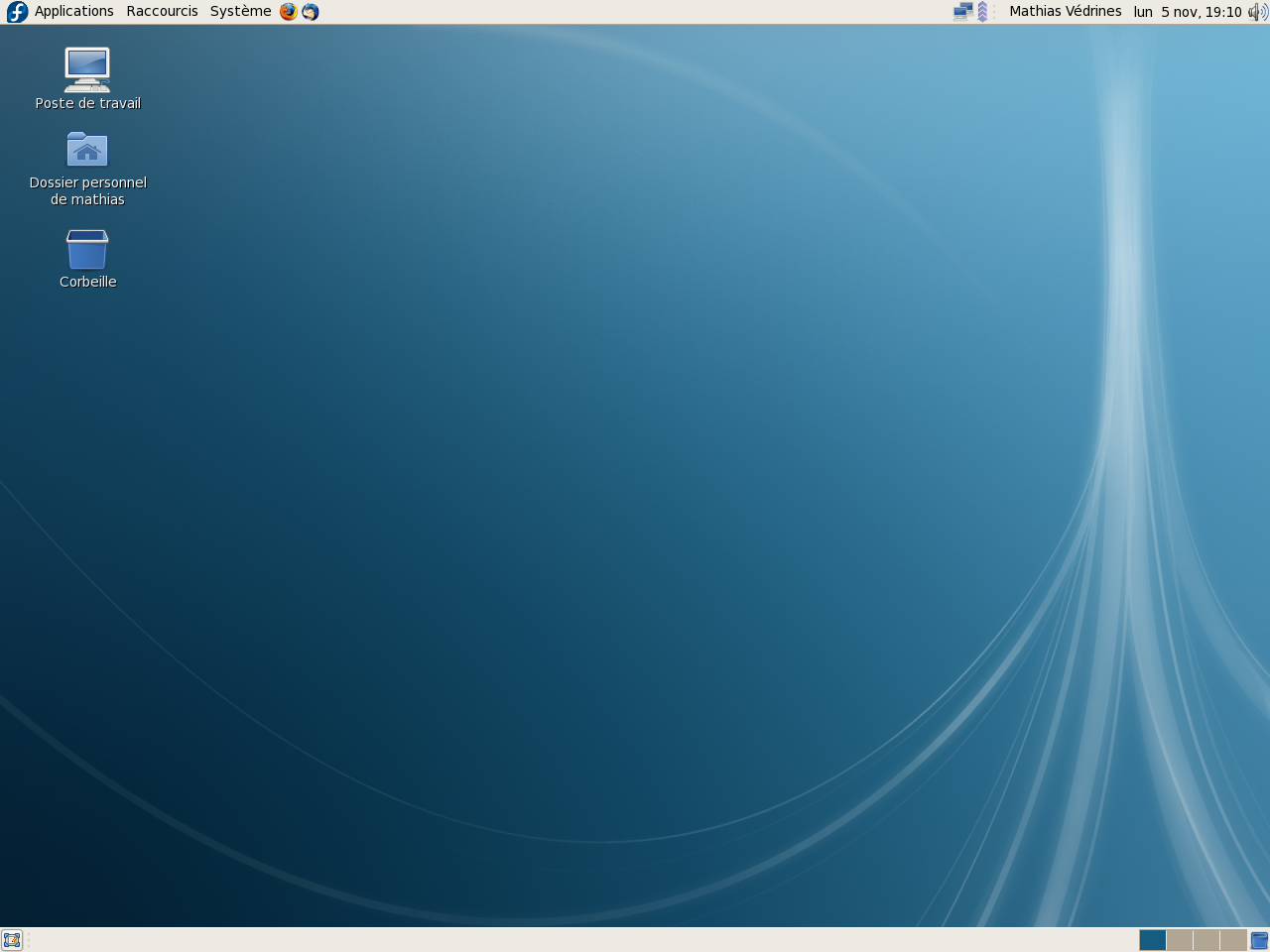
Fedora 8 デスクトップ (GNOME)
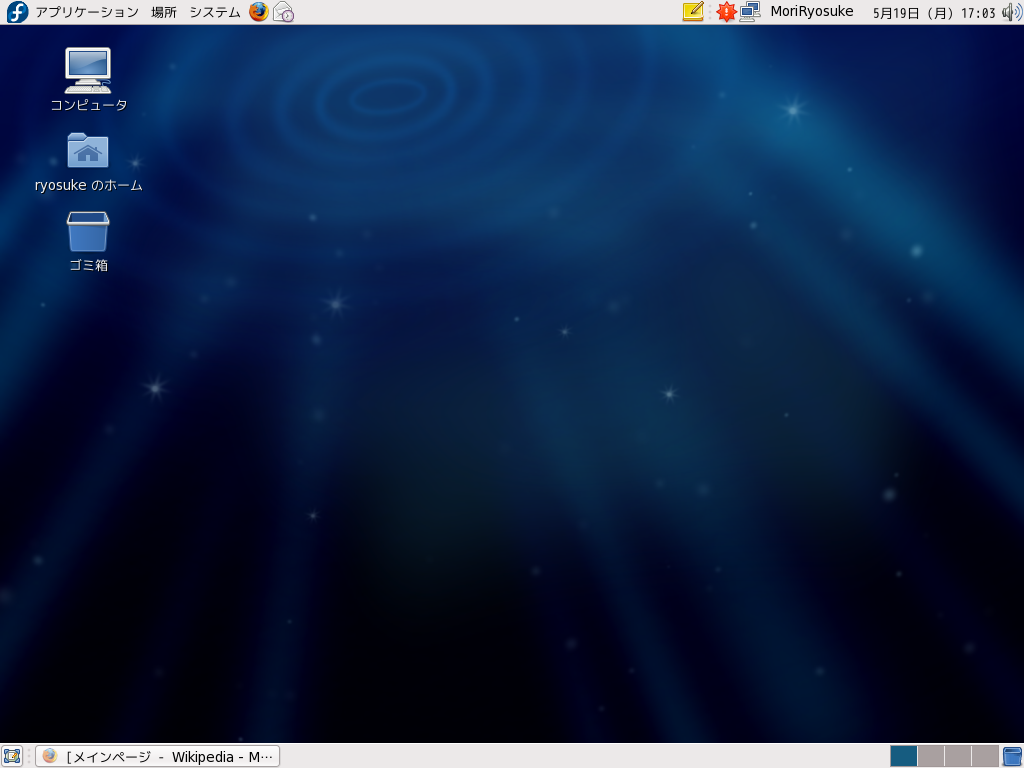
Fedora 9 デスクトップ (GNOME)
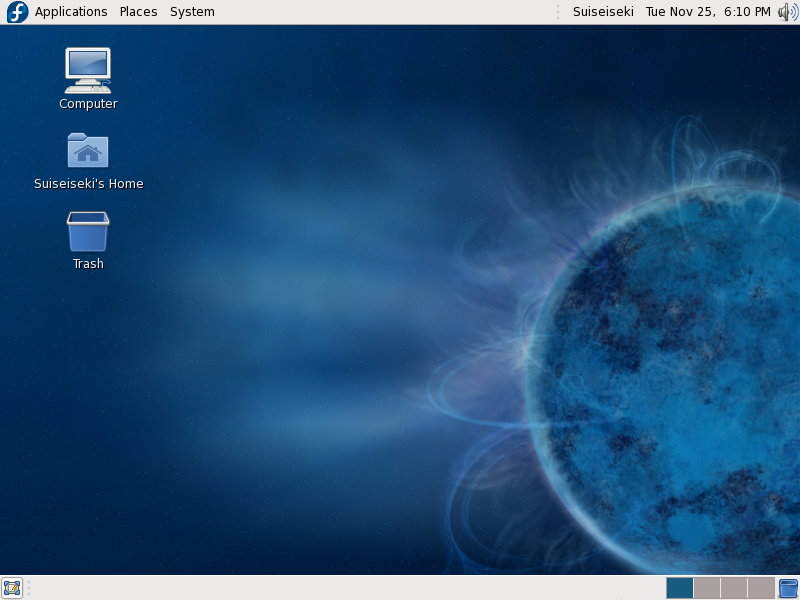
Fedora 10 デスクトップ (GNOME)
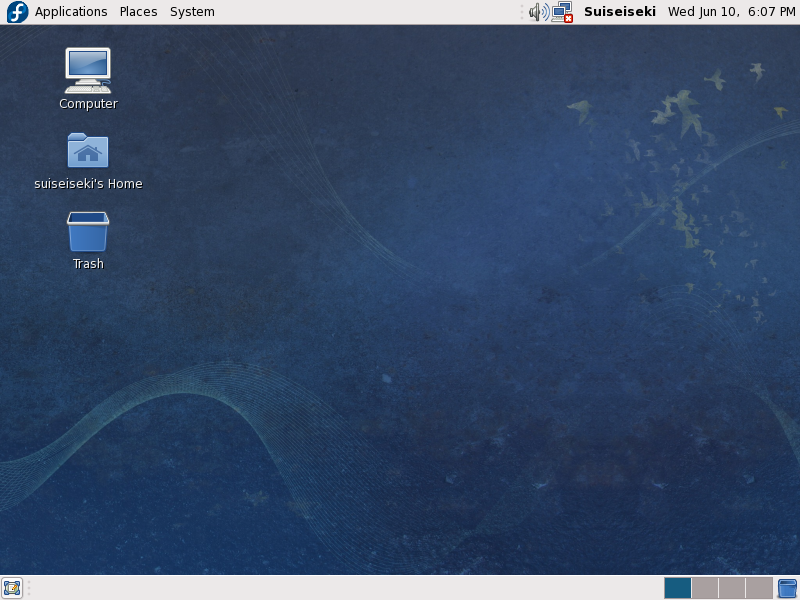
Fedora 11 デスクトップ (GNOME)
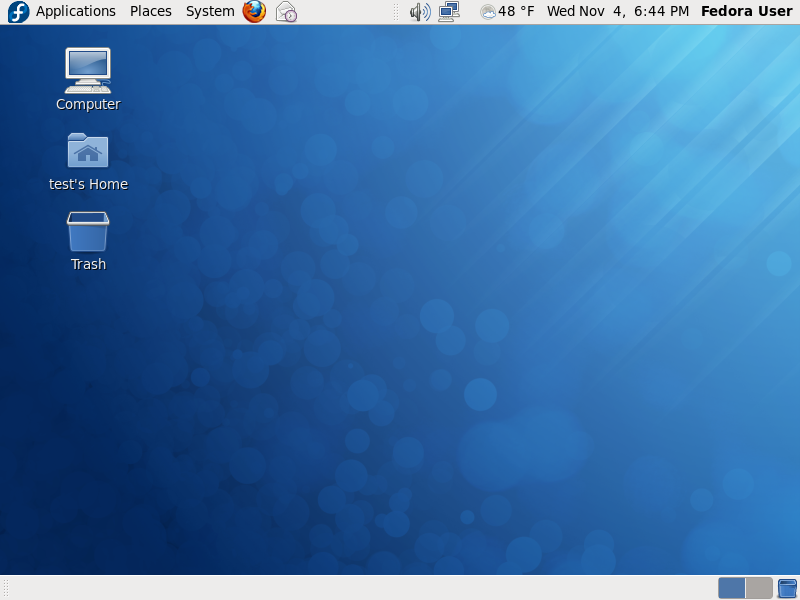
Fedora 12 デスクトップ (GNOME)
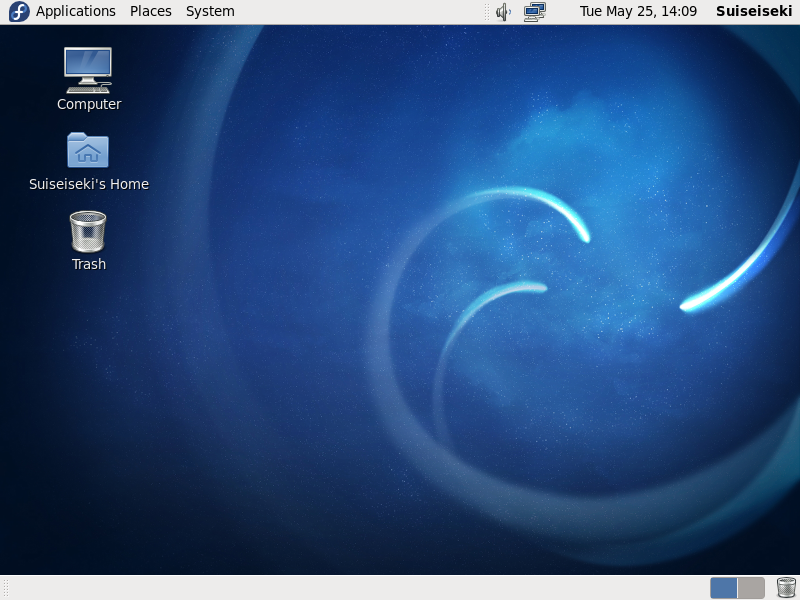
Fedora 13 デスクトップ (GNOME)
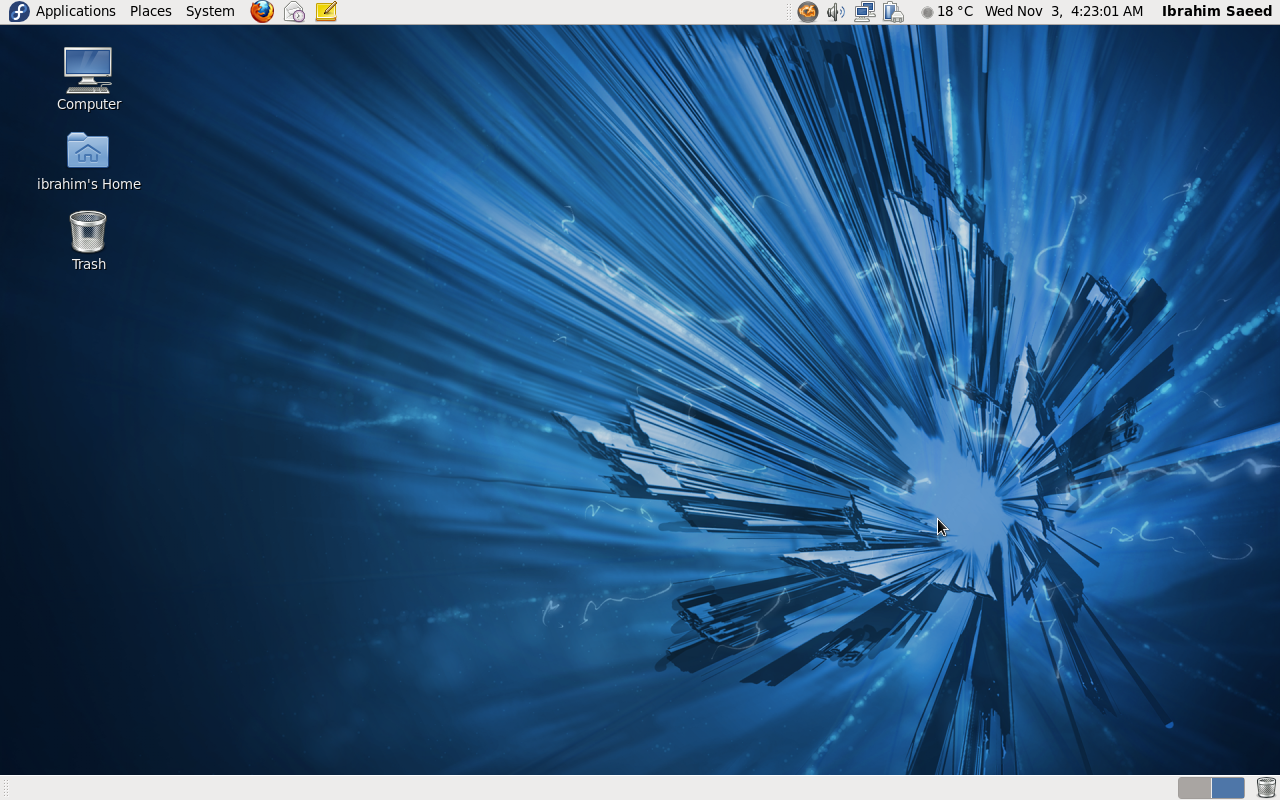
Fedora 14 デスクトップ (GNOME)
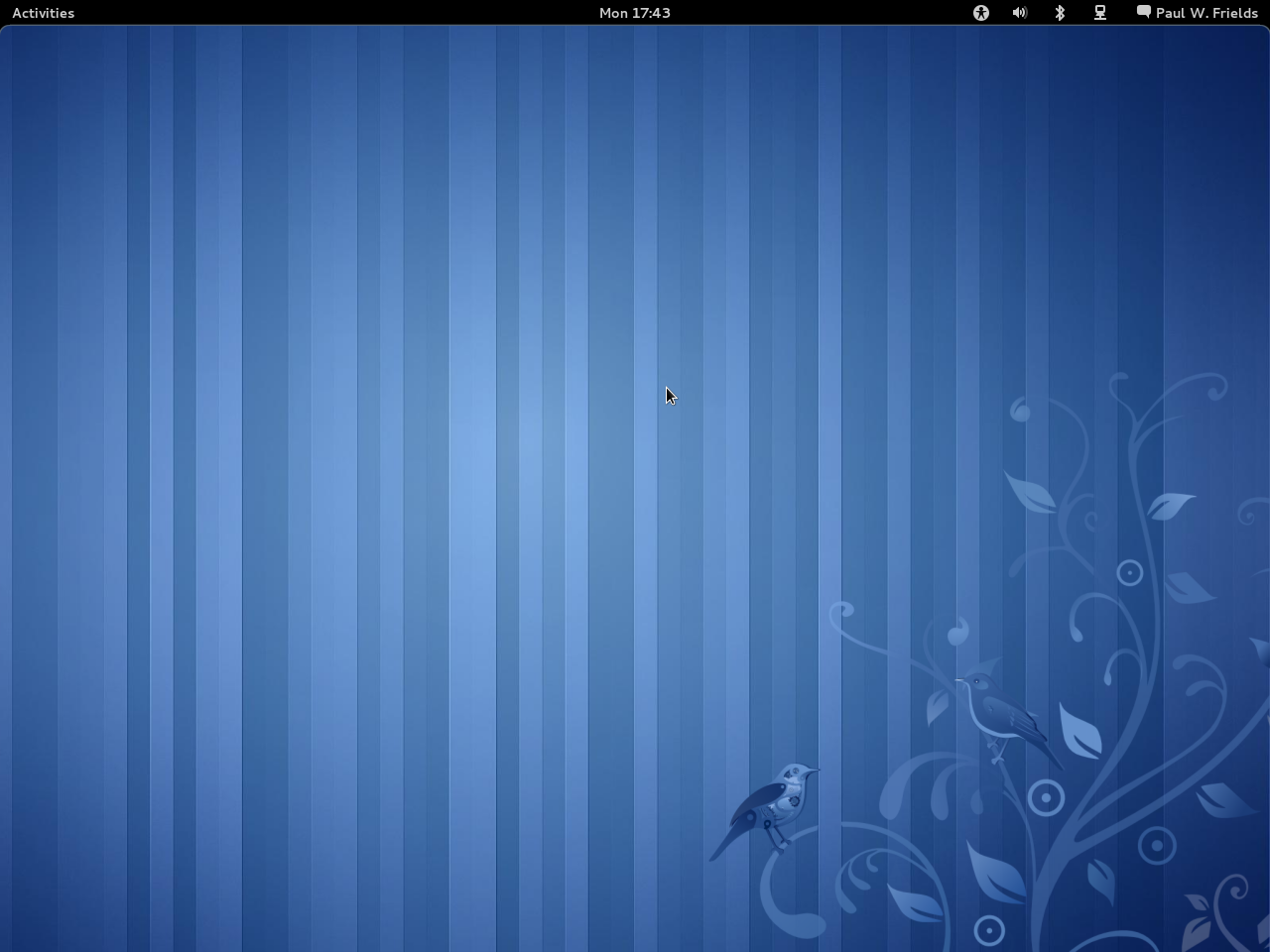
Fedora 15 デスクトップ (GNOME)
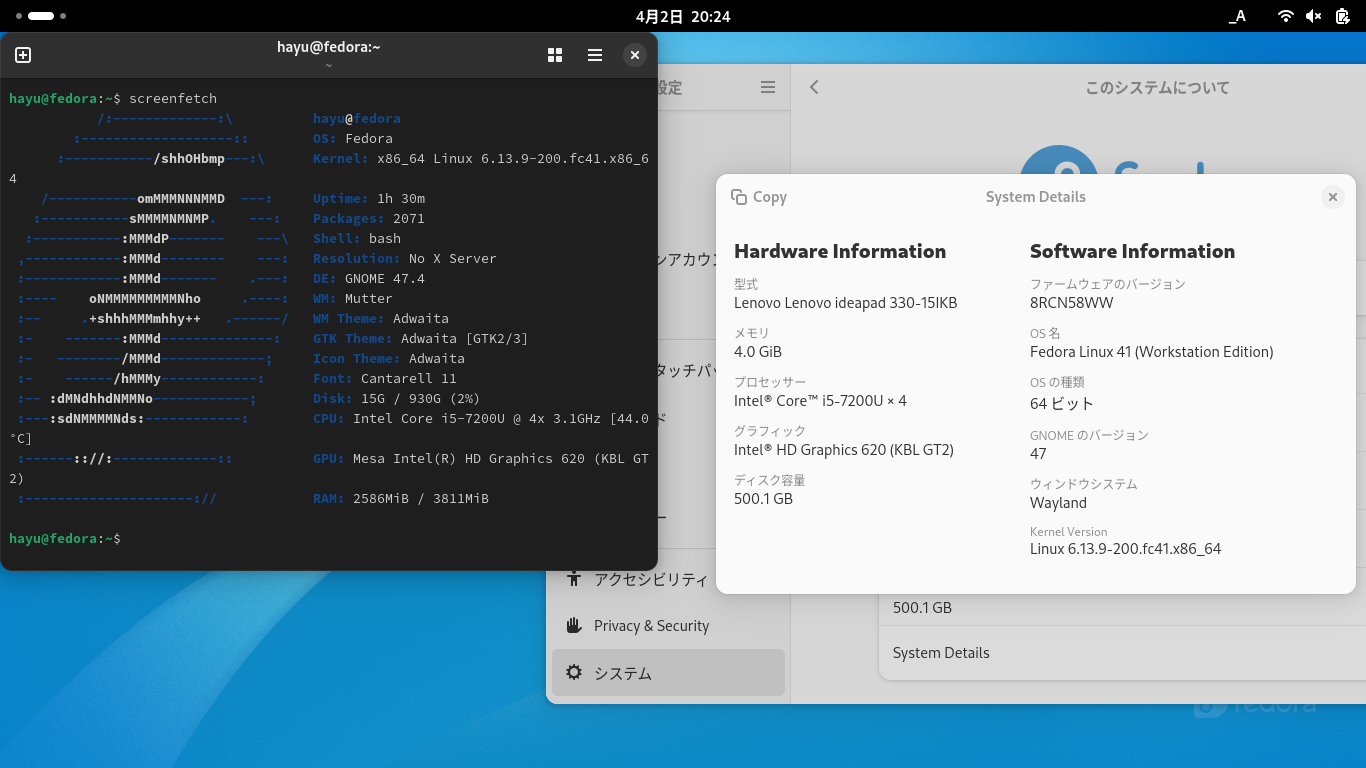
Fedora 41 デスクトップ (GNOME)

## 関連プロジェクト

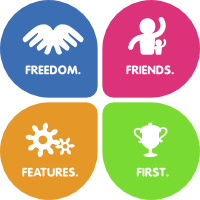
The core values of the Fedora community

### 活動中
Fedora EPEL
Red Hat Enterprise LinuxでFedoraと同等環境を実現する信頼性の高いパッケージの提供するRHEL用レポジトリ。目標のFedoraと同等環境にはほど遠いものの、多数の有用なパッケージが収録されている。正式名称はExtra Packages for Enterprise Linux。

### 活動停止
Fedora Core/Extras
Fedora Legacy
旧Red Hat Linuxとメンテナンスが終了したFedora Coreのリリースを保守していた。プロジェクトは慢性的な人手不足に悩まされ、メンテナンス期間中のFedora Coreに比べてアップデートの提供スピードや頻度は低かった。2007年2月にプロジェクトは解散。

## 派生版

Fedora 系統樹

※Fedora派生版一覧に掲載され、パッケージ管理等が同様のもの
| 配布版                 | 説明 |
| ---------------------- | --- |
| Berry Linux            | 日本人の中田裕一朗がFedoraを母体に開発。                                                                                             |
| MeeGo                  | 携帯機器向けオープンソースLinuxオペレーティングシステム。2011年9月29日に発売されたノキアスマートフォン「N9」に搭載された。           |
| Moblin                 | Atomなどのインテルプロセッサを採用しているネットブックやMobile Internet Device（MID）などの携帯機器向けLinuxディストリビューション。 |
| Qubes OS               | セキュリティに特化したOS。 |
| Sugar-on-a-Stick Linux | Sugar Labsが開発するデスクトップ環境で、Fedoraと組み合わせ用いられた。主にOLPC XO-1などの教育用パーソナルコンピューター向け。        |
| Yellow Dog Linux       | Fedora派生でPowerPC専用。PlayStation 3公式対応。開発停止。                                                                           |

## 設立の経緯
Fedora設立者であるWarren Togamiがハワイ大学で学生だった2002年にFedoraの元となるプロジェクトを始めた。
その後、Red Hat Linuxが開発終了となり、Red Hat Linuxの無料版の後継OSの期待が高まっていた時、WarrenがレッドハットにFedoraを提供することを申し出て、Warrenおよびレッドハットの両者の合意により、2003年9月にFedoraが公式にRed Hat Linuxの後継OSとなった。そしてレッドハットはFedoraのメインのスポンサーになった。また、Warrenもレッドハットに就職し、Fedoraの開発を続けることになった。